# 1840
1840 (MDCCCXL) var ett skottår som började en onsdag i den gregorianska kalendern och ett skottår som började en måndag i den julianska kalendern.

## Händelser

### Januari
- 1 januari – Hela metersystemet betraktas slutligen som genomfört i Frankrike.[1]
- 13 januari – Ångbåten Lexington fattar eld och sjunker i isiga vatten, 4 engelska mil utanför Long Islands kust; 139 människor omkommer, och bara fyra överlever.
- 17 januari – Republiken Rio Grande utropas.[2]
- 22 januari – Brittiska bosättare når Nya Zeeland och grundar officiellt staden Wellington.
- 19 januari – Kapten Charles Wilkes seglar runt Antarktis, och gör anspråk på Wilkes Land för USA.

### Februari
- 16 februari – Spanien erkänner Ecuador.[3]

### Mars
- 1 mars
  - Nya Zeelands guvernör William Hobson drabbas av ett slaganfall.
  - Adolphe Thiers blir Frankrikes konseljpresident.
- 9 mars – Järnvägen Wilmington and Raleigh Railroad byggs klart i USA från Wilmington, North Carolina till Weldon, North Carolina. Med 161.5 engelska mil är den världens längsta järnväg.[4]
- Våren – Fem män, som är anställda som typografer vid Aftonbladet, börjar en vårkväll sjunga tillsammans, och fortsätter alltjämt under decennierna, under namnet Typografiska kören. Denna utvecklas sedermera till Bellmanskören, vilken grundas 1895 och än idag är aktiv.

### April
- April – Raleigh and Gaston Railroad i USA byggs klart från Raleigh, North Carolina till nära Weldon, North Carolina.[5]

### Maj
- 1 maj – Världens första frimärke, One Penny Black, publiceras i Storbritannien. Det börjar gälla för användning först den 6 maj.
- 10 maj – Fem personer drunknar vid en båtolycka på sjön Mangen i Sverige.[6][7]
- 16 maj
  - Rikets allmänna ärendens beredning avskaffas.
  - Den svenska departementalreformen genomförs. Statsrådet skall bestå av tio medlemmar, sju som departementschefer och tre som konsultativa statsråd.

### Juli
- Juli – Amerikanska flottan landstiger i Fiji för att genomföra vedergällning mot infödda som angripit amerikansk utforsknings- och kartläggningsprojekt.[8]
- 12 juli – World Anti-Slavery Convention hålls i London.
- 23 juli – Provinsen Kanada skapas genom Unionsakten.

### Oktober
- 7 oktober – Wilhelm II blir Nederländernas kung.

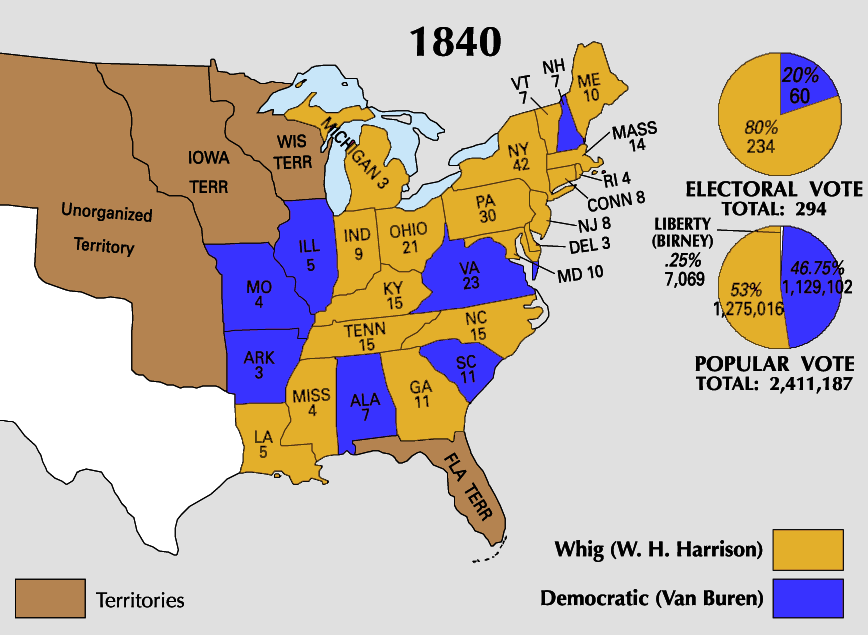
Presidentval i USA.

- 30 oktober–2 december – Whigpartisten William Henry Harrison besegrar demokraten Martin Van Buren vid presidentvalet i USA.

### November
- 6 november – Rio Grande upplöses.[2]

### December
- 7 december
  - Stockportviadukten i Greater Manchester, England står klar, som Västeuropas största murtegelbyggnadsverk.
  - David Livingstone lämnar Storbritannien för Afrika.

### Okänt datum
- Kockums Mekaniska Werkstad i Malmö startar sin verksamhet.
- Sveriges kronprins Oscar (blivande kung Oscar I) ger anonymt ut boken Om straff och straffanstalter där han förespråkar en humanisering av den svenska kriminalvården.
- Sveriges riksdag anslår medel till att bygga cellfängelser.[9]
- En "basarbyggnad" öppnas utefter Norrbro i Stockholm och blir Sveriges elegantaste butiks- och kaféstråk.
- Det första Opiumkriget mellan Storbritannien och Kina inleds.
- Andra upplagan av Lasse-Majas självbiografi utkommer under titeln Den byxlöse Äfventyraren och blir så småningom en storsäljare som ökar läsandet i Sverige.

## Födda

### Första kvartalet

#### Januari
- 1 januari – Patrick Walsh, amerikansk demokratisk politiker, senator 1894–1895.
- 9 januari – Samuel Baldwin Marks Young, amerikansk militär.
- 18 januari
  - Ernst Rudorff, tysk kompositör.
  - Alfred Percy Sinnett, brittisk teosof.
- 23 januari – Ernst Abbe, tysk fysiker.

#### Februari
- 15 februari – Titu Maiorescu, rumänsk filosof och politiker. (död 1917)
- 22 februari – August Bebel, tysk socialdemokratisk politiker. (död 1913)

#### Mars
- 14 mars – David B. Henderson, skotsk-amerikansk politiker, talman i USA:s representanthus 1899–1903.

### Andra kvartalet

#### April
- 2 april – Émile Zola, fransk författare.
- 21 april – Johan Eneroth, svensk jurist, kronofogde och riksdagsman.
- 21 april – Cora L. V. Scott, amerikanskt medium, präst och författare.

#### Maj
- 4 maj – George Gray, amerikansk demokratisk politiker och jurist, senator 1885–1899.
- 7 maj – Pjotr Tjajkovskij, rysk kompositör.
- 27 maj – Lars Fredrik Nilson, svensk kemist.

#### Juni
- 7 juni – Charlotte av Belgien, kejsarinna av Mexiko 1864-1867.
- 30 juni – Hermann Ernst Freund, dansk skulptör.

### Tredje kvartalet

#### Juli
- 2 juli – Frans Henrik Kockum d.y., industriledare.
- 11 juli – Arthur Coke Burnell – brittisk ämbetsman, indolog.
- 15 juli – Sir William Wilson Hunter, brittisk statistiker och historieskrivare.

#### Augusti
- 12 augusti – Max Högquist, utomäktenskaplig son till Oscar I och skådespelerskan Emilie Högqvist.
- 13 augusti – Frans Hodell, svensk författare, skådespelare och journalist.
- 30 augusti – Hazen S. Pingree, amerikansk republikansk politiker.

#### September
- 12 september – Charles H. Sheldon, amerikansk republikansk politiker, guvernör i South Dakota 1893–1897.
- 13 september – Alvah A. Clark, amerikansk demokratisk politiker, kongressledamot 1877–1881.

### Fjärde kvartalet

#### Oktober
- 1 oktober – Anthony Higgins, amerikansk republikansk politiker och jurist, senator 1889–1895.
- 6 oktober – Thomas B. Catron, amerikansk republikansk politiker och jurist, senator 1912–1917.
- 28 oktober – Joseph W. Fifer, amerikansk republikansk politiker, guvernör i Illinois 1889–1893.
- 29 oktober – Leonard Pontus Holmström, geolog och folkhögskoleföreståndare.

#### November
- 12 november – Auguste Rodin, fransk skulptör.
- 14 november – Claude Monet, fransk impressionist.
- 16 november – Henry Markham, amerikansk republikansk politiker.
- 21 november – Viktoria av England, engelsk prinsessa som blev tysk kejsarinna och drottning av Preussen.

#### December
- 9 december – Olof Larsson i Rödön, svensk hemmansägare och riksdagspolitiker.

## Avlidna

### Första kvartalet

#### Januari
- 22 januari – Johann Friedrich Blumenbach, 87, tysk antropolog, anses vara den fysiska antropologins fader.

#### Februari
- 23 februari – John Rutherfurd, 79, amerikansk lantmätare och politiker, senator 1791–1798.

#### Mars
- 11 mars – George Wolf, 62, amerikansk politiker, guvernör i Pennsylvania 1829–1835.
- 28 mars
  - Anton Friedrich Justus Thibaut, 68, tysk rättslärd.
  - Constance Koskull, dansk baronessa.

### Andra kvartalet

#### April
- 10 april – Hugh Lawson White, 66, amerikansk politiker, senator 1825-1840.

#### Maj
- 7 maj – Caspar David Friedrich, 65, tysk konstnär.
- 14 maj – Carl Ludvig Engel, 61, tyskfödd (Berlin) arkitekt som utförde sitt livsverk i Helsingfors.
- 26 maj – William Sidney Smith, 75, brittisk amiral.
- 27 maj – Niccolò Paganini, 57, italiensk violinist och tonsättare.

#### Juni
- 26 juni – William Smith, amerikansk politiker och jurist, senator 1816–1823 och 1826–1831.
- 29 juni – Lucien Bonaparte, 65, fransk politiker, yngre bror till Napoleon I.

### Tredje kvartalet

#### Juli
- 28 juli – John George Lambton, 48, brittisk statsman.
- Juli – Manto Mavrogenous, grekisk nationalhjältinna.

#### Augusti
- 1 augusti – Karl Otfried Müller, 43, tysk klassisk filolog.

#### September
- 20 september – José Gaspar Rodríguez de Francia, 74, paraguayansk politiker, det oberoende Paraguays förste ledare 1814-40.
- 22 september – Anne Lister, 49, engelsk dagboksskrivare.

### Fjärde kvartalet

#### Oktober
- 24 oktober – John S. Spence, 52, amerikansk politiker, senator 1836–1840.

#### November
- 26 november – Karl von Rotteck, 65, tysk historiker, statsvetare och politiker.

#### December
- 2 december – Christopher Ellery, 72, amerikansk politiker, senator 1801–1805.
- 6 december – John Hallock, amerikansk politiker, kongressledamot 1825–1829.

### Fotnoter
1. ↑  ”Internationella mått och vikter”. Arkiverad från originalet den 18 juni 2011. https://web.archive.org/web/20110618131839/http://web.comhem.se/~u31122651/mattvikt/internationella.htm. Läst 10 april 2011.
2. 1 2  World Statesmen
3. ↑  ”Ecuador” (på engelska). World Statesmen. http://www.worldstatesmen.org/Ecuador.html. Läst 22 september 2012.
4. ↑  ”CommunicationSolutions/ISI, "Railroad — Wilmington & Raleigh (later Weldon)"”. http://www.historync.org/railroad-WWRR.htm., North Carolina Business History, 2006, läst 1 februari 2010
5. ↑  ”CommunicationSolutions/ISI, "Railroads — prior to the Civil War"”. Arkiverad från originalet den 26 juli 2011. https://web.archive.org/web/20110726152211/http://historync.org/railroads.htm., North Carolina Business History, 2006, läst 1 februari 2010
6. ↑  ”Värmlands brandhistoriska klubb”. Arkiverad från originalet den 12 oktober 2011. https://www.webcitation.org/62NB7kO36?url=http://www.brandhistoriska.org/olyckor_se.html.
7. ↑  ”Fredros bruk i Gunnarskog”. Arvika Nyheter. 24 december 1973. Arkiverad från originalet den 9 december 2014. https://web.archive.org/web/20141209173152/http://www.lugne.se/treskog/fredrosbruk.pdf. Läst 9 december 2014.
8. ↑  ”USA:s militära insatser i utlandet 1798-2004”. Arkiverad från originalet den 12 oktober 2011. https://www.webcitation.org/62NCLaa95?url=http://www.history.navy.mil/library/online/forces.htm.
9. ↑  ”Svenska kriminalvården”. Arkiverad från originalet den 23 juli 2014. https://web.archive.org/web/20140723134651/http://kriminalvarden.se/sv/Startsida-skolportal1/Brott-och-straff/En-fangslande-historia/. Läst 6 juli 2011.